# Roger Eliot Fry
Roger Eliot Fry (Londres, 14 de desembre de 1866 - 9 de setembre de 1934) fou un pintor i crític d'art anglès que, al costat de Leonard Woolf i Clive Bell, va formar el nucli del grup de Bloomsbury. Estudiós destacat de pintura antiga, el seu interès es va desplaçar vers l'etapa més recent de la pintura francesa, definint i donant nom al postimpressionisme. Va ser dels primers a remarcar el valor de l'art d'època moderna a la Gran Bretanya, i va posar l'accent en les propietats formals de les obres, en lloc de fer prevaldre les idees associades que el públic podia elaborar a partir del que representaven. Kenneth Clark el va definir com la persona més influent en el gust des de John Ruskin.
A principis de 1900, va ser professor d'història de l'art en l'Slade School del University College de Londres, i el 1903 va participar en la creació de The Burlington Magazine, la primera revista científica de Gran Bretanya dedicada a la història de l'art. Fry en fou coeditor entre 1909 i 1919, però la seva influència en l'edició de la revista es va mantenir fins a la seva mort. Fry va publicar en The Burlington Magazine des de la seva fundació fins a la seva mort, aplegant més de 200 articles sobre tota mena de temes, des de dibuixos infantils fins a l'art dels boiximans, i a partir de les seves col·laboracions en aquesta revista hom pot observar el seu interès progressiu pel postimpressionisme.
L'any 1906, fou nomenat conservador de pintura del Metropolitan Museum of Art de Nova York. Va ser llavors quan va descobrir la pintura de Paul Cézanne, i el 1910 va comissariar l'exposició Manet i els postimpressionistes, terme que va encunyar en les galeries Grafton de Londres. Aquesta exposició fou la primera d'Anglaterra en què es va presentar al gran públic i de manera abundant l'obra d'artistes com Paul Gauguin, Édouard Manet, Henri Matisse o Vincent van Gogh. Dos anys més tard, Fry va comissariar una segona mostra, anomenada Second Post-Impressionist Exhibition.
L'any 1933, Fry fou nomenat professor Slade de Belles Arts de la Universitat de Cambridge, una posició que Fry sempre havia aspirat obtenir.